# Шемякин, Афанасий Леонтьевич
Афанасий Леонтьевич Шемякин (16 января 1871 — после 1937 года) — крестьянин, депутат Государственной думы I созыва от Вологодской губернии.

## Биография
Крестьянин деревни Кишково Утмановской волости Никольского уезда Вологодской губернии. Получил домашнее образование. Волостной судья. Его внешность журналисты описывали следующим образом: «... молодой человек, тридцати лет ... вид имел флегматичный, черты лица правильные, движения медлительные, уверенные, «себе на уме».
Беспартийный, выступал за принудительное отчуждение частно-владельческих земель, за всеобщее бесплатное образование.
26 марта 1906 года избран в Государственную думу I созыва Вологодским губернским избирательным собранием от съезда уполномоченных от волостей. По одним данным ходил в группу Партии демократических реформ, по сведениям, приведённым в издании «Трудовой группы», входил во фракцию кадетов. Выступал в Государственной думе за принудительное отчуждение частновладельческой земли. Член Аграрной комиссии. Участвовал в Выборгском совещании, под Выборгским воззванием была помещена его подпись. Был привлечен к судебной ответственности по делу о Выборгском воззвании по ст. 129, ч. 1, п. п. 51 и 3 Уголовного Уложения, но был оправдан, так как выяснилось, что составители печатного варианта воззвания, расшифровывая подписи, приняли роспись В. М. Шемета за подпись Шемякина. Кроме Шемякина, были оправданы И. Д. Бугров и С. П. Притула, которые доказали своё алиби.
Вернувшись на родину, Афанасий Леонтьевич служил приказчиком. По данным всероссийской сельскохозяйственной переписи в 1916 году его хозяйство было весьма зажиточным, он обрабатывал около 45 га надела, имел две лошади, три телеги, двое саней, пять коров и свинью. Хозяйство ликвидировано в процессе раскулачивания, в 1932 году за «невыполнение гособязательств» выслан на 2 года в Северный край, отбыл срок ссылки полностью. С 1934 года — член церковно-приходского совета Троицкой церкви в деревне Большой двор Кичменгско-Городецкого района Вологодской области. 21 августа 1937 года арестован по обвинению в «контрреволюционной агитации» с формулировкой «вновь начал террористические пораженческие намерения». Приговорён к 10 годам исправительно-трудовых лагерей.
Дальнейшая судьба и дата смерти А. Л. Шемякина неизвестны.
31 мая 1989 года реабилитирован Прокуратурой Вологодской области по Указу президиума Верховного суда СССР от 16 января 1989 г.

## Семья
Имел жену, двух сыновей и дочь. 

### Рекомендуемые источники
- За веру Христову: Духовенство, монашествующие и миряне Русской Православной Церкви, репрессированные в Северном крае (1918—1951). Биографический справочник (Сост.: С. В. Суворова). Архангельск, 2006. 688 с. С. 616.